# Эмилия Саксонская
Эмилия Саксонская (нем. Aemilia von Sachsen; 27 июля 1516, Фрайберг — 9 апреля 1591, Ансбах) — принцесса из альбертинской линии Веттинов, дочь Генриха V, герцога Саксонии, и Катарины Мекленбургской. Супруга Георга, маркграфа Бранденбург-Ансбахского (1484—1543).

## Биография
Свадьба Эмилии и маркграфа Георга состоялась 25 августа 1533 года. Жених был более чем на тридцать лет старше невесты, и для него это был уже третий брак, принёсший ему долгожданного наследника — Георга Фридриха. После смерти мужа в 1543 году Эмилия стала опекуном своего малолетнего сына вплоть до 1556 года. Благодаря ей, Георг Фридрих получил превосходное образование. Несмотря на это, регентство в Бранденбург-Ансбахе осуществлялось совместно с курфюрстами Саксонским и Бранденбургским и ландграфом Гессенским.
Эмилия слыла мудрой, добродетельной и благочестивой. Будучи ярой лютеранкой, она активно выступала против распространения католицизма на территории своего государства. Позднее она удалилась в поместье, выделенное ей в качестве вдовьей доли.

## Дети
В браке с Георгом Эмилия родила четырёх детей:
- София (1535—1587), была замужем за Генрихом XI Легницким;
- Барбара (1536—1591);
- Доротея Екатерина (1538—1604), была замужем за Генрихом V, бургграфом Плауэнским и Мейсенским;
- Георг Фридрих (1539—1603), в первом браке был женат на Елизавете Бранденбург-Кюстринской, во втором — на Софии Брауншвейг-Люнебургской.